# Satakentia liukiuensis
Satakentia liukiuensis är en enhjärtbladig växtart som först beskrevs av Sumihiko Hatusima, och fick sitt nu gällande namn av Harold Emery Moore. Satakentia liukiuensis ingår i släktet Satakentia och familjen Arecaceae. Inga underarter finns listade i Catalogue of Life.